# Белроуз Терас (Њујорк)
Белроуз Терас (енгл. Bellerose Terrace) насељено је место без административног статуса у америчкој савезној држави Њујорк.

## Демографија
По попису из 2010. године број становника је 2.198, што је 41 (1,9%) становника више него 2000. године.
| Група             | 2000.         | 2010.       |
| Белци             | 1.176 (54,5%) | 764 (34,8%) |
| Афроамериканци    | 133 (6,2%)    | 185 (8,4%)  |
| Азијати           | 338 (15,7%)   | 617 (28,1%) |
| Хиспаноамериканци | 429 (19,9%)   | 568 (25,8%) |
| Укупно            | 2.157         | 2.198       |